# Hebe Camargo
Hebe Maria Camargo (Taubaté, São Paulo, Brazilië, 8 maart 1929 – São Paulo, 29 september 2012) was een Braziliaanse televisiepresentatrice, actrice en zangeres.
Camargo is geboren in Taubaté, São Paulo, op 8 maart 1929. Ze begon haar carrière als zangeres in de jaren veertig met haar zus Estela, als Rosalinda e Florisbela. Tijdens haar zangcarrière trad Camargo op als samba- en bolerozangeres in nachtclubs. Ze verruilde haar zangcarrière om meer tijd vrij te maken voor radio- en televisiewerk. Ze werd uitgenodigd door Assis Chateaubriand voor de eerste Braziliaanse live televisie-uitzending, in Sumaré, São Paulo.
Ze was getrouwd met Décio Capuano en tot zijn dood in 2000 met Lélio Ravagnani.

## Discografie
- Hebe e Vocês (1959)
- Festa de Ritmos (1961)
- Hebe Camargo (1966)
- Maiores Sucessos (1995)
- Pra Você (1998)
- Como É Grande o Meu Amor Por Vocês (2001)
- As Mais Gostosas Da Hebe (2007)
- Hebe Mulher (2010)

## Films
o.a.
- Quase no Céu (1949)
- Liana, a Pecadora (1951)
- Zé do Periquito (1960)
- Dinosaur (Portugese versie) (2000)
- Coisa de Mulher (Chick Thing) (2005)
- Xuxa e o Mistério de Feiurinha (2009)

- Bibliothèque nationale de France: cb179296169 (data)
- Gemeinsame Normdatei: 136062547
- International Standard Name Identifier: 0000 0000 7881 7927
- Library of Congress Control Number: n95922167
- MusicBrainz: efe04173-9993-41d3-9cb3-d6a49e4f1159
- Nationale Bibliotheek van Israël: 987007415018405171
- Virtual International Authority File: 80470390
- WorldCat: E39PBJg4jDrT3ck4fkcfvjG8md